# البسيونية
قرية البسيونية هي إحدى القرى التابعة لمركز الفيوم في محافظة الفيوم في جمهورية مصر العربية. حسب إحصاءات سنة 2006، بلغ إجمالي السكان في البسيونية 9417 نسمة، منهم 4990 رجل و4427 امرأة.